# Vacusus desertorum
Vacusus desertorum es una especie de coleóptero de la familia Anthicidae.

## Distribución geográfica
Habita en América del Norte.